# Acmispon brachycarpus
Acmispon brachycarpus är en ärtväxtart som först beskrevs av George Bentham, och fick sitt nu gällande namn av Dmitry Dmitrievich Sokoloff. Acmispon brachycarpus ingår i släktet chileväpplingar, och familjen ärtväxter. Inga underarter finns listade i Catalogue of Life.